# Прапор Хрестівки
Міськи́й пра́пор Хрестівки — офіційний символ міста Хрестівка Донецької області. Затверджений 26 липня 2000 р. рішенням сесії міської ради.

## Опис
На жовтому прямокутному полотнищі зі співвідношенням сторін 2:3 блакитний скандинавський хрест.

## Альтернативний прапор
В рамках проєкта "Донеччина в Гербах" в додатку до альтернативного герба Хрестівки було створено також і прапор Хрестівки:
Являє собою синє-чорне прямокутне полотнище з синім скандинавським хрестом з білою облямівкою.